# Pterostylis abrupta
Pterostylis abrupta är en orkidéart som beskrevs av David Lloyd Jones. Pterostylis abrupta ingår i släktet Pterostylis och familjen orkidéer. Inga underarter finns listade i Catalogue of Life.